# Еріх Денекке
Еріх Денекке (нім. Erich Denecke; 18 жовтня 1885, Дрезден — 7 березня 1963, Дармштадт) — німецький офіцер, генерал-лейтенант вермахту (1 грудня 1939).

## Біографія
В 1904 році вступив в кайзерліхмаріне, потім перейшов у сухопутні війська. Учасник Першої світової війни. Після демобілізації армії залишений в рейхсвері, служив в основному на штабних посадах. З 26 серпня 1939 по 13 грудня 1941 року — командир 246-ї піхотної дивізії. З 29 грудня 1941 по 10 липня 1942 року — комендант Смоленська. З 28 вересня 1942 по лютий 1945 року — командир 471-ї дивізії (пізніше — піхотна дивізія «Денекке»), дислокованої в 11-му військовому окрузі. В кінці війни служив в 3-й танковій армії як командувач одного з тилових районів. Після війни взятий в полон британськими військами. В жовтні 1947 року звільнений.

## Нагороди
- Залізний хрест 2-го і 1-го класу
- Орден Альберта (Саксонія), лицарський хрест 1-го класу з мечами і короною
- Хрест «За заслуги у війні» (Саксен-Мейнінген)
- Галліполійська зірка (Османська імперія)
- Військовий орден Святого Генріха, лицарський хрест (28 серпня 1917)
- Почесний хрест ветерана війни з мечами
- Медаль «За вислугу років у Вермахті» 4-го, 3-го, 2-го і 1-го класу (25 років)